# Chloethiel Woodard Smith

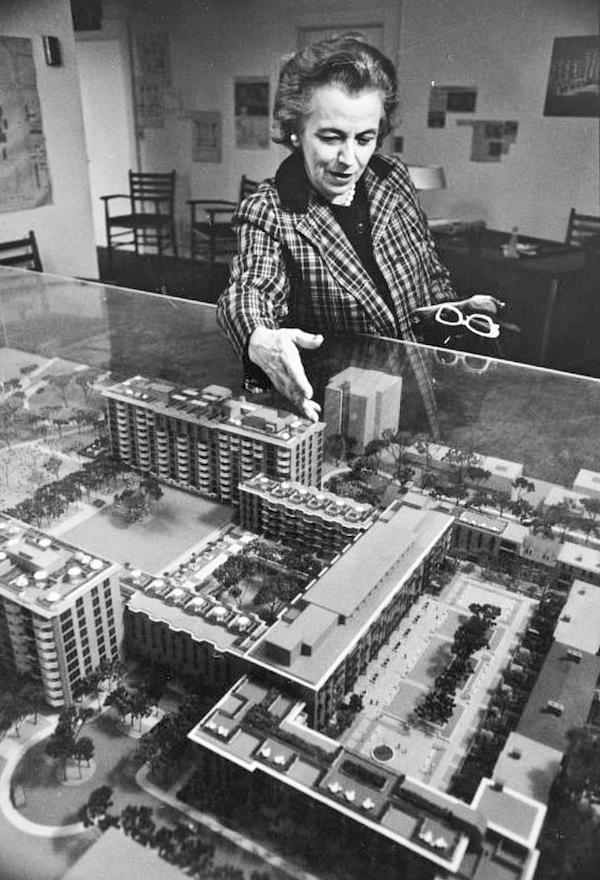
Um 1960 präsentierte die Architektin Chloethiel Woodard Smith ein maßstabsgetreues Modell ihres Capitol Park-Projekts im Südwesten von Washington, D.C.

 Chloethiel Woodard Smith (* 2. Februar 1910 in Peoria (Illinois), USA; † 30. Dezember 1992 in Washington, D.C., USA) war eine amerikanische Architektin und Stadtplanerin. Sie leitete das größte von Frauen geführte Architekturbüro des Landes.

## Leben und Werk
Woodard Smith verbrachte ihre Kindheit in Portland, wo ihre Mutter Physik und Chemie an der Universität unterrichtete. Sie studierte an der University of Oregon, wo sie 1932 ihren Bachelor-Abschluss erwarb, und erhielt 1933 einen Master-Abschluss in Architektur und Stadtplanung an der Washington University in St. Louis. Nach ihrem Abschluss arbeitete sie von 1935 bis 1939 für die Federal Housing Administration, Rental Housing Division in Washington, D.C.
1940 heiratete sie Bromley K. Smith, einen Beamten des Auswärtigen Dienstes, der von 1961 bis 1968 Exekutivsekretär des United States National Security Council war. Sie begleitete ihren Ehemann nach Montreal und La Paz, Bolivien, wo sie von 1942 bis 1944 eine Professur an der Universidad Mayor de San Andrés hatte, und erstellte 1945 einen Masterplan für den Stadtrat von Quito in Ecuador. Nach ihrer Rückkehr nach Washington arbeitete sie bei Berla & Abel Architekten.
1951 gründete sie Keyes, Smith, Satterlee & Lethbridge und wurde mit dieser Firma als Verfechterin des Washington Southwest Urban Renewal Area Project bekannt, für das sie als Masterplanerin und Architektin arbeitete. 1963 wurde ihre Firma in Chloethiel Woodard Smith & Associates umbenannt, welche bis 1971 zum größten von Frauen geführten Architekturbüro in den Vereinigten Staaten wurde. Die Architekten Arthur Cotton Moore und Hugh Newell Jacobsen arbeiteten in ihrem Büro.
1960 wurde sie als sechste Frau als Fellow in das American Institute of Architects aufgenommen.

## Projekte

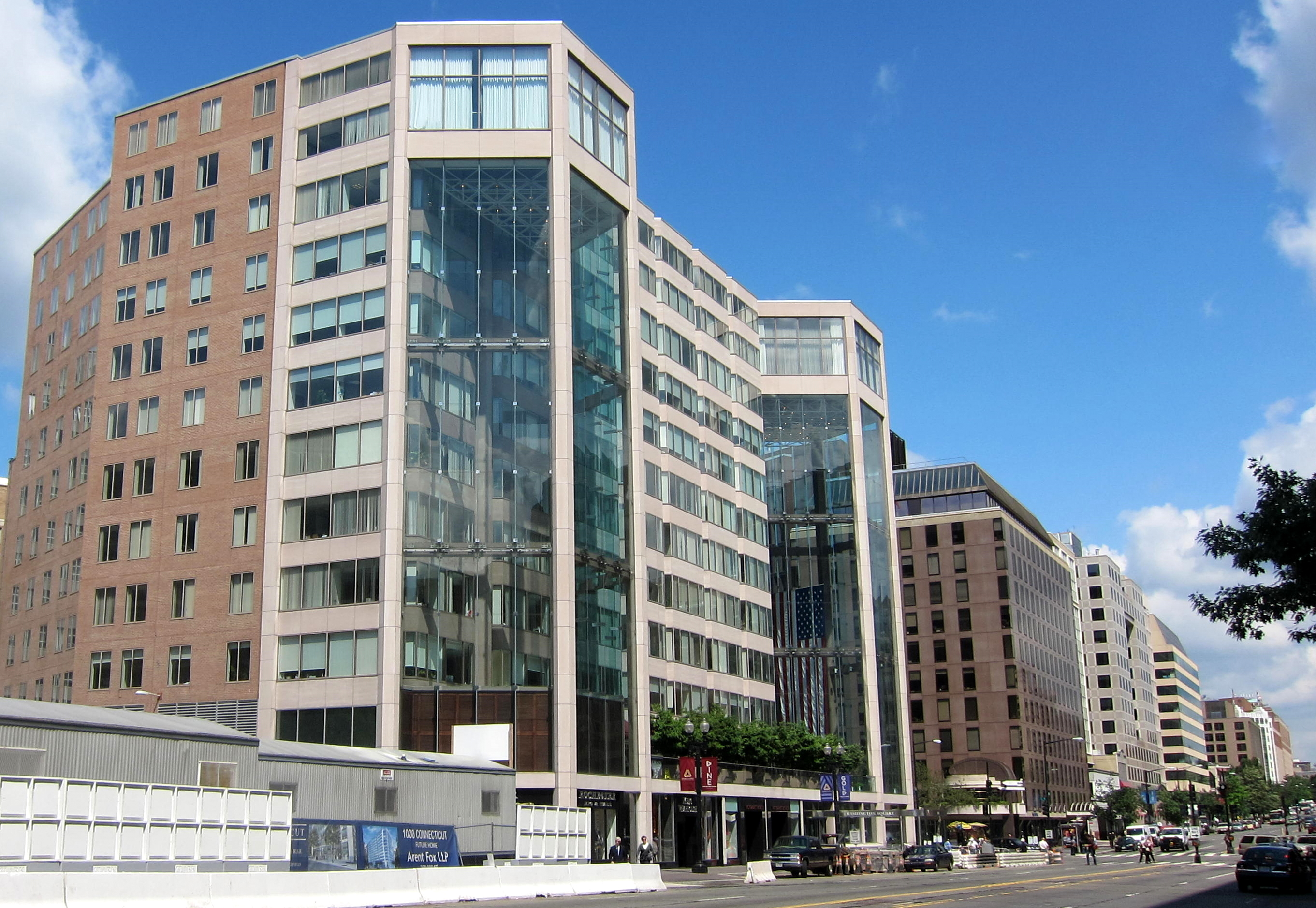
Washington Square (Vordergrund) an der 1050 Connecticut Avenue, NW, in der Innenstadt von Washington, D.C. Das 12-stöckige, modernistische Hochhaus wurde 1982 erbaut und von Chloethiel Woodard Smith & Associates entworfen

Woodard Smith war für bedeutende Projektaufträge verantwortlich und wurde ausgewählt, in verschiedenen Komitees mitzuwirken, die die Gestaltung von Washington, D.C. nach dem Zweiten Weltkrieg beeinflussten. 1952 entwickelte sie mit Louis Justement Pläne für die Neuentwicklung des Südwestquadranten von Washington. Ihre Firma gewann Wettbewerbe für mehrere Wohnprojekte im Südwesten, wie den Capitol Park und Harbour Square mit dem Landschaftsarchitekten Dan Kiley und die Waterside Mall. Sie entwickelte einen Vorschlag für eine Brücke mit Geschäften und Restaurants über den Washington Channel, welcher von der Ponte Vecchio in Florenz inspiriert war. Sie entwarf auch die Metrostation National Airport und die Waterview Townhouses in Reston (Virginia) und 1958 entwarf sie die amerikanische Botschaft in Asunción in Paraguay.
Woodard Smiths Projekte umfassten Geschäftsgebäude, Wohnkomplexe, Masterpläne und städtische Autobahnstrukturen und Fußgängerboulevards und sie arbeitete mit Landschaftsarchitekten und Stadtplanern zusammen. Sie bereitete Entwürfe für den Southwest Freeway und den E Street Expressway und die Fußgängerpromenade in der Innenstadt vor. Sie entwarf und baute auch große Wohnprojekte in Boston und St. Louis.
Woodard Smith zog sich 1982 aus der Praxis zurück. Sie starb 1992 im Alter von 82 Jahren.

## Auszeichnungen
- 1944–1945: John Simon Guggenheim Memorial Foundation Fellowship[3]
- 1960: Fellow, American Institute of Architects (AIA)
- 1960: AIA Honor Award, Satterlee and Smith
- 1963: AIA Award of Merit
- 1989: Centennial Award, Washington Chapter of the AIA

## Mitgliedschaften
- 1944–1946: Bolivian Association of Architects, honorary member,
- 1946–1992: AIA
- 1948–1951: AIA Committee on Pan American Affairs
- 1953: AIA Committee on International Relations
- 1964: President’s Council on Pennsylvania Avenue, Pennsylvania Avenue Plan
- 1965: First Lady’s Committee for Beautification of the Nation’s Capital
- 1967–1976: National Commission of Fine Arts, Washington, D.C.
- Architects Advisory Committee, National Capital Downtown Commission, Inc.
- Design Review Panel, Boston Redevelopment Agency
- House Awards, AIA National Association of Home Builders, Jury Member
- Fred. L. Lavanburg Foundation, trustee
- American Institute of Planners
- American Planning and Civic Association
- Committee of 100 on the Federal City
- Washington Building Congress, Planning and Housing Association